# 경성여자의학강습소
경성여자의학강습소(京城女子醫學講習所)는 로제타 셔우드 홀이 설립한 여성 의료인 양성기관이다. 설립 당시 명칭은 조선여자의학강습소(朝鮮女子醫學講習所)였다.

## 개요
1928년 9월 미국인 선교사이자 의사인 로제타 셔우드 홀은 당시 유교적 관습으로 인해 여성이 남성의사에게 몸을 보이는 것을 기피해 의료에서 소외되는 현실을 보고 여의사 양성의 필요성을 절감하여 조선여자의학강습소를 설립하였다. (소장 로제타 홀, 부소장 길정희)
1933년 7월 경성여자의학강습소로 개칭되었으며, 로제타 홀이 미국으로 귀국한 뒤 경영권은 김탁원(金鐸遠), 길정희(吉貞姬) 의사 부부에게 인계되어 운영되었다.
이후 우석 김종익(友石 金鍾翊, 1886~1937)이 사후 유언에 의한 재산 출연으로 재단법인 우석학원(友石學園)을 설립함으로써 1938년 5월 경성여자의학전문학교가 개교하였다.